# Текст и музика
„Текст и музика“ (на английски: Music and Lyrics) е американска романтична комедия от 2007 г., режисирана от Марк Лорънс. Във филма участват Хю Грант, Дрю Баримор, Брад Гарет, Кристен Джонстън, Хейли Бенет и Кемпбъл Скот.